# Konkurrenzkapitalismus
Unter Konkurrenzkapitalismus wird im Marxismus eine Form von Kapitalismus verstanden, in der in den einzelnen Wirtschaftszweigen eine Vielzahl miteinander konkurrierender Unternehmen vorhanden ist. Instrumente der Konkurrenz sind Steigerung der Produktivität oder Kosteneinsparung, um eine möglichst hohe Profitrate und damit auch eine möglichst hohe Akkumulations-Rate zu erzielen. 
In der nicht-marxistischen Wirtschaftswissenschaft spricht man vom Angebots-Polypol. 